# Turó d'en Xa
El Turó d'en Xa és una muntanya de 921 metres que es troba entre els municipis de Montagut i Oix, a la comarca de la Garrotxa i de Camprodon, a la comarca catalana del Ripollès.